# مدينة خليفة (أبو ظبي)
مدينة خليفة في الامارات هي ضاحية سكنية تقع في إمارة أبوظبي في دولة الإمارات العربية المتحدة. أنها تحظى بشعبية كبيرة بين من يرغبون بالسكن بالأجرة.

## التقسيمات
تم تقسيم مدينة خليفة إلى ثلاث مناطق: مدينة خليفة أ، مدينة خليفة ب، ومدينة خليفة الجديدة. وتمت إعادة تسميتها منذ ذلك الحين إلى مدينة خليفة، ومدينة شخبوط، ومدينة زايد على التوالي. ويجري حاليًا تطوير كل هذه المناطق لتصبح ثلاث مناطق رئيسية جديدة في أبوظبي.

### مدينة خليفة
تقع مدينة خليفة أ على الطريق السريع الرئيسي المؤدي إلى دبي، وتبعد نحو 25 كيلومترًا عن أبوظبي، وهي قريبة من مطار أبوظبي الدولي وجزيرة ياس. يقع مكتب الاتحاد للطيران الرئيسي في مدينة خليفة أ. وستكون مدينة خليفة أ، التي تضم بالفعل حوالي 600-700 منزل، مجاورة لمشروع شاطئ الراحة المرموق. وسيضم هذا المشروع وحدات سكنية وتجارية، بالإضافة إلى العديد من الفنادق العالمية. يتم بناء المشروع من قبل شركة الدار العقارية. يقع مقر الهيئة الاتحادية للهوية والجنسية فيها.
مدينة خليفة هي إحدى ضواحي مدينة أبوظبي، عاصمة دولة الإمارات العربية المتحدة. تقع على بعد حوالي 30 كيلومترًا جنوب شرق وسط المدينة وهي جزء من مجمع مدينة خليفة الكبير الذي يضم العديد من المناطق السكنية مثل مدينة خليفة أ، ب، ج، د.
تم تطوير المدينة في الأصل كمنطقة سكنية للعائلات الإماراتية، وقد تطورت لتصبح مجتمعًا مزدهر يبلغ عدد سكانه أكثر من 100.000 نسمة. تشتهر المنطقة بالفيلات الواسعة ومبانيها السكنية الحديثة ومساحاتها الخضراء. كما أنها موطن للعديد من المدارس الدولية، مما يجعلها خيارًا شائعًا للعائلات الوافدة.
إحدى مناطق الجذب الرئيسية في مدينة خليفة هي حديقة مدينة خليفة أ، التي تضم مسارًا للركض، وملاعب كرة السلة والكرة الطائرة، وملعب للأطفال. تضم المنطقة أيضًا العديد من مراكز التسوق، بما في ذلك خليفة سيتي مول والاتحاد بلازا مول، والتي توفر مجموعة متنوعة من خيارات البيع بالتجزئة وتناول الطعام. ترتبط المدينة بشكل جيد ببقية أنحاء أبوظبي، مع سهولة الوصول إلى الطرق السريعة الرئيسية مثل شارع الشيخ زايد وطريق أبو ظبي-دبي السريع. كما أنه قريب من مطار أبو ظبي الدولي، مما يجعله موقع مناسب للمسافرين.

### مدينة شخبوط
تقع مدينة شخبوط في الداخل بالقرب من بني ياس والشوامخ. كانت تُعرف في السابق باسم مدينة خليفة ب.

### مدينة زايد
من المخطط أن تكون مدينة زايد الجديدة بين مدينة خليفة ومدينة شخبوط. تُعرف أيضًا باسم منطقة العاصمة، ومن المقرر أن تكون مركز مدينة أبوظبي الجديدة.